# Dedo Negro com Unha
Dedo Negro Com Unha é o terceiro livro publicado por Daniel Pellizzari, sendo sua primeira narrativa longa e também o primeiro volume de um romance seriado ainda em produção, provisoriamente intitulado Romance Sem Nome.